# Krveprolití v Běchovicích

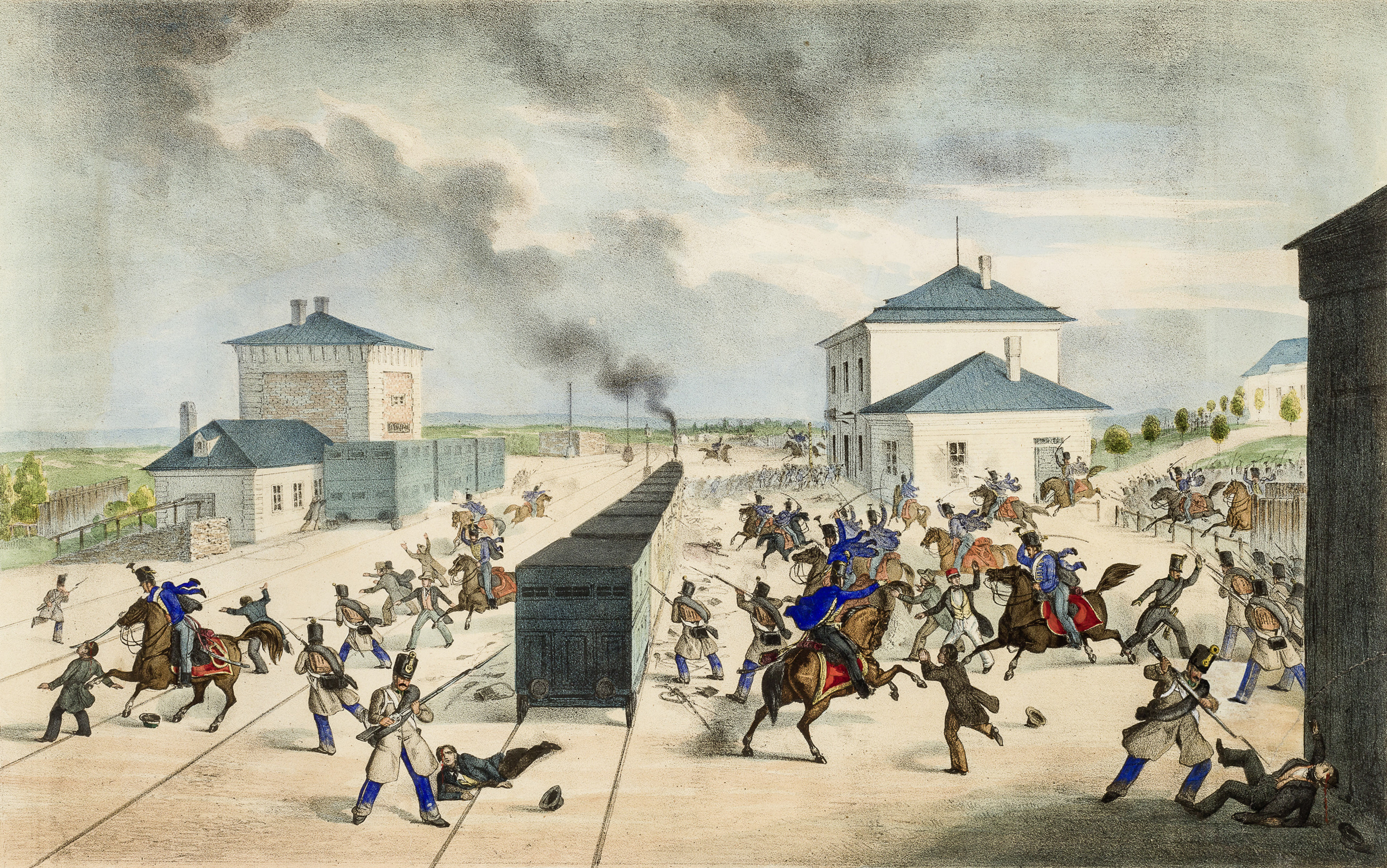
Krveprolití v Běchovicích na litografii Jana Zachariáše Quasta dle kresby Františka Roschera

Ke krveprolití v Běchovicích došlo 17. června 1848 v rámci potlačování revolučních událostí, když císařské vojsko prohledávalo vlaky, jimž z Prahy prchali studenti, jejichž revoluční pokus, zvaný Svatodušní bouře, byl předtím v Praze potlačen. Kvůli zmatkům došlo ke střelbě, při níž bylo 7 osob zabito a mnoho dalších zraněno. 

## Popis události
V říši vládly nepokoje související s Dubnovou ústavou. Již od konce května 1848 pobýval v Praze generál Alfred Windischgrätz, který plánoval vojenské potlačení revoluce a rozmístil po Praze vojenské hlídky. To revoluční vůdce poplašilo, takže Michail Bakunin a Josef Václav Frič začali připravovat povstání. Po svatodušní mši, konané v neděli 12. června 1848 na Koňském trhu jako zakončení pražského Slovanského sjezdu, se účastníci nerozešli, ale vydali se do Celetné ulice, kde byli tvrdě napadeni vojskem. Lidé v ulicích začali živelně stavět barikády, avšak po bombardování pravobřežní Prahy se nakonec Pražané 17. června generálu Windischgrätzovi vzdali, zemský prezident Leopold Lev Thun-Hohenstein rozpustil Národní výbor a ministerský předseda Franz von Pillersdorf zakázal svolat český zemský sněm. Prahu postihla vlna zatýkání i omezení svobody tisku a shromažďování.
Nádraží v Běchovicích si v den porážky revoluce zvolil generál Windischgrätz za hlavní místo k prohlídkám vlaků mířících do Prahy a z ní. Běchovice (dnes část Prahy) tehdy byly ve směru od Prahy první stanicí státní železniční dráhy, která od roku 1845 přes Českou Třebovou spojovala Prahu a Olomouc s Vídní a byla první a v té době jedinou českou parostrojní železnicí. 17. června 1848 byl na nádraží princ Hugo Windischgrätz se svou švadronou husarů, dále 9. a 10. setnina Latourova pluku pod velením setníků Fialky a Elvenicha, prapor Khevenhullerova pluku a několik děl. Rozmístění bylo následovné: vpravo vpředu na nádraží stáli husaři, nalevo obě setniny a před nádražím byl Khevenhullerův prapor.
Každý vlak, který projížděl, byl zastaven, byla odpojena lokomotiva a všechny vagóny byly prohledány. První dva vlaky byly prohledány, aniž by byla nalezena nějaká zbraň. Brzo po šesté přijel vlak z Prahy, ve kterém prchalo mnoho studentů. Byl vydán požadavek, aby odevzdali zbraně, a právě při odebírání zbraní prý padla rána, která zapříčinila celou událost. Všichni vojáci začali střílet do vagónů a nebrali ohled na to, že tam jsou ženy a děti. Přestože rytmistr vydal rozkaz, aby všichni zůstali ve vlaku, vojáci vytahovali cestující z vlaku a hnali je do nádražní budovy. Tam utíkali i další lidé, aby se skryli do bezpečí, avšak střílelo se i do budovy. Nakonec byl vlak vypraven i s většinou neošetřených zraněných, jimž se dostalo pomoci až v Úvalech. Dle dostupných údajů si krveprolití vyžádalo nejméně 7 mrtvých, 21 raněných kutnohorských, 30 raněných kolínských a ještě více čáslavských.